# Epidemia de ébola de 2014 en Liberia
Liberia fue uno de los países más afectados por la epidemia de ébola de 2014, junto a los países vecinos Sierra Leona y Guinea. El brote fue descubierto a finales de marzo de 2014. Antes de la epidemia de ébola, Liberia tenía 50 médicos y 1000 enfermeras para una población de 4,3 millones de personas, debilitada por una guerra civil que terminó en 2003.

## Propagación del ébola

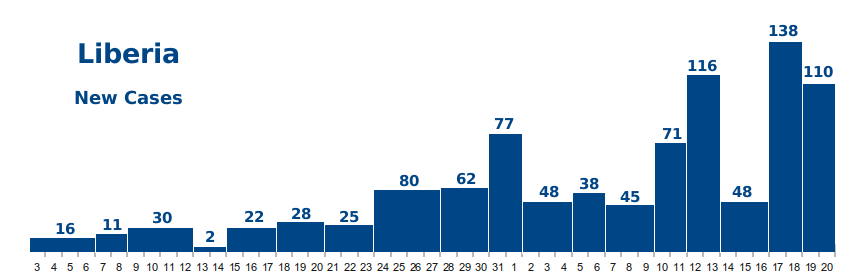
Casos del 2 de julio al 20 de agosto en Liberia

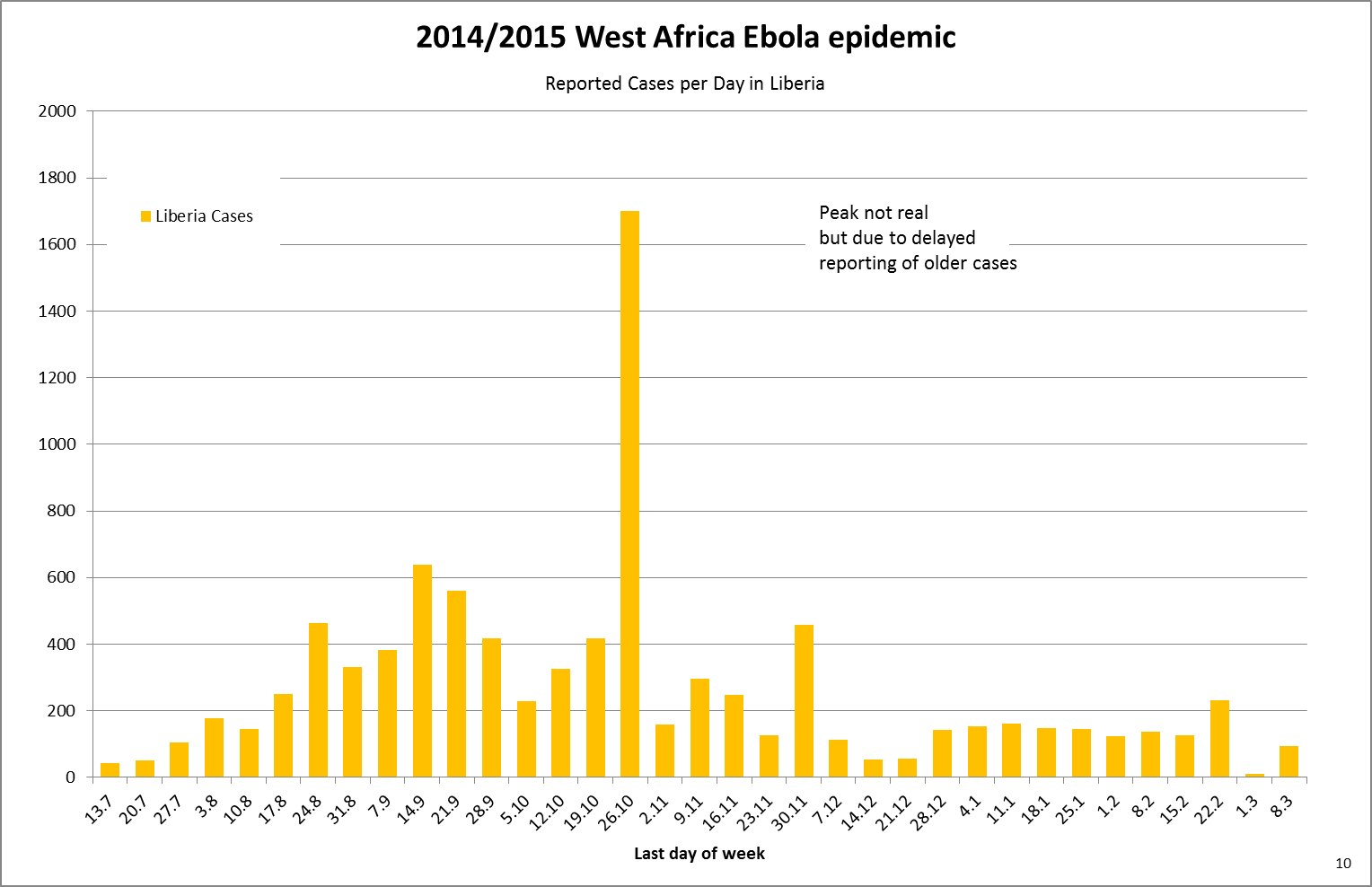
Casos semanales de ébola en Liberia como aparecen en Wikipedia (en inglés) epidemia del virus Ebola en África Occidental; algunos valores han sido interpolados.

Estas gráficas muestran la cronología a partir de los datos recopilados en el artículo en inglés. En barras azules se observan los nuevos casos que surgen durante los primeros meses en Liberia. El eje horizontal indica bajo cada barra el día de mes entre las fechas indicadas.[cita requerida]
A continuación se muestra con barras amarillas los casos reportados a final de semana. La fecha de cada barra se indica aquí como día.mes en cifras. El mensaje en inglés resalta el hecho de que, según la OMS, el descenso en las cifras de Liberia probablemente sea irreal y refleje un probable deterioro en la capacidad de los cooperantes para registrar datos epidemiológicos precisos.[cita requerida]

### Agosto
El 11 de agosto, el gobierno de Costa de Marfil anunciaba la suspensión de todos los vuelos procedentes de los países afectados por el ébola. Diez días más tarde, decidía también cerrar sus fronteras con Guinea y Liberia, los dos países más afectados por el brote, en vista de la reactivación de casos antiguos.

### Septiembre
El 1 de septiembre, Costa de Marfil anunciaba la apertura de corredores humanitarios, con sus dos países vecinos afectados.
El 26 de septiembre, la OMS informaba de que, a día 23, Liberia había reportado 3.458 casos, 1.830 muertes, y 914 casos
confirmados en laboratorio.
El 25 de septiembre, la jefa médica oficial de Liberia se autoimpuso una cuarentena de 21 días tras la muerte de su ayudante por la enfermedad, por haberse expuesto potencialmente al virus del Ébola. Sobre el 29 de septiembre, se anunció que había dado negativo para el Ébola, pero el gabinete del gobierno la elogió por seguir las propias reglas de cuarentena.
El 28 de septiembre, Costa de Marfil reanuda los vuelos a Liberia, tras ser criticada por la OMS de las medidas de aislamiento que tienden a asfixiar económicamente a sus vecinos. Desde el comienzo de la crisis, la OMS ha desaconsejado cerrar las fronteras con los países afectados.
El 30 de septiembre se diagnosticó en un hospital de Texas que un camarógrafo había contraído ébola antes de regresar a los Estados Unidos desde Liberia, donde cubría el brote de ébola para NBC News (ver Epidemia de ébola de 2014 en Estados Unidos). Ese mismo día, el gobierno liberiano promulgaba restricciones a la cobertura periodística para proteger la intimidad de los pacientes.

### Octubre
A principios de octubre, la presidenta seguía pidiendo más ayuda para luchar contra el ébola.

## Fin de la epidemia
El 9 de junio de 2016, la Organización Mundial de la Salud declara que el país de Liberia está libre del virus del Ébola, después de 42 días consecutivos sin algún caso del virus.[cita requerida]